# لورانس فرايد
لورانس فرايد (بالإنجليزية: Lawrence Fried)‏ هو مصور أخبار وصحفي ومصور أمريكي، ولد في 28 يونيو 1926، وتوفي في 1983.